# (10171) Takaotengu
(10171) Takaotengu est un astéroïde de la ceinture principale.

## Description
(10171) Takaotengu est un astéroïde de la ceinture principale. Il fut découvert le 7 mars 1995 à Nyukasa par Masanori Hirasawa et Shohei Suzuki. Il présente une orbite caractérisée par un demi-grand axe de 2,62 UA, une excentricité de 0,12 et une inclinaison de 15,1° par rapport à l'écliptique.

## Compléments